# Ove Andersson (football)
Pour les articles homonymes, voir Ove Andersson et Andersson.
Ove Andersson (né le 14 mars 1916 à Malmö et mort le 12 octobre 1983 à Borås) est un joueur de football suédois.